# Hans Böhm (Autor)
Hans Böhm (* 18. April 1876 in Köln; † 12. Dezember 1946 in Dießen am Ammersee) war ein deutscher
Literaturwissenschaftler und Schriftsteller.

## Leben
Hans Böhm war nach dem Besuch eines Gymnasiums in seiner Heimatstadt Köln
von 1895 bis 1906 als Kaufmann tätig. Anschließend studierte er Philosophie, Germanistik und Geschichte an den Universitäten in Berlin, München und Bonn. 1910 promovierte er an der Universität Bonn mit einer Arbeit über Simon Dach zum Doktor der Philosophie. Von 1913 bis 1938 wirkte er als Studienrat am Bismarck-Gymnasium in Berlin-Wilmersdorf. Von 1938 bis 1939 hielt er sich in Italien auf. Die letzten Jahre seines Lebens verbrachte Böhm im oberbayerischen Dießen
Hans Böhm verfasste neben literaturwissenschaftlichen Werken 
über Walther von der Vogelweide und Goethe Gedichte, wirkte als Herausgeber von Lyrik-Anthologien und als Übersetzer. 

## Werke
- Gedichte, München 1906
- Stil und Persönlichkeit Simon Dachs, Bonn 1910
- Neue Gedichte, München 1921
- Der junge Goethe, Lübeck 1935
- Goethe, Berlin 1938
- Walther von der Vogelweide, Leipzig 1943

## Herausgeberschaft
- Gedankendichtung der Frühromantik, München 1925
- Gedankendichtung der späteren Romantik, München 1925
- Deutsche Barocklyrik, München 1926
- Balladenbuch, München 1927 (ursprünglich herausgegeben von Ferdinand Avenarius)
- Das fröhliche Buch, München 1929 (ursprünglich herausgegeben von Ferdinand Avenarius)
- Hausbuch deutscher Lyrik, München 1930 (ursprünglich herausgegeben von Ferdinand Avenarius)

## Übersetzungen
- Elizabeth Barrett-Browning: Portugiesische Sonette, München 1911
- Johannes von Tepl: Der Ackermann aus Böhmen, München 1927
- Lieder aus China, München 1929
- Walther von der Vogelweide: Die Gedichte Walthers von der Vogelweide, Berlin 1944